# Арсенич Іван Миколайович
Арсе́нич Іва́н Микола́йович (10 травня 1950, с. Нижній Березів, Косівський район, Івано-Франківська область) — Заслужений працівник культури України (2000), альтист, скрипаль, педагог. Був артистом Львівського оперного театру (1974), керівником оркестру «Гуцулія» Коломийського райвідділу культури (1998–2001).